# خان تشالة سياه
خان تشالة سياه (بالفارسية: کاروانسرای چاله‌سیاه) هو خان تاريخي يعود إلى عصر السلالة الصفوية، ويقع في مقاطعة شاهين شهر وميمة.